# 関鉄観光バス田伏営業所
関鉄観光バス田伏営業所（かんてつかんこうバスたぶせえいぎょうしょ）は、かつて茨城県かすみがうら市田伏2240に存在した関鉄観光バスのバス営業所、およびバス停留所である。停留所の名称としては田伏車庫（たぶせしゃこ）。鹿島参宮鉄道時代の1955年6月8日に開設し、2001年5月31日までは関東鉄道田伏営業所（かんとうてつどうたぶせえいぎょうしょ）という名称だった。2009年3月31日をもって、管轄路線が全便廃止になったことに伴い、廃止された。

## 廃止時点の担当路線
- 土浦駅 - 川口町 - 土浦協同病院[注釈 1] - 木田余三ツ又 - 土浦五中前 - 深谷 - 柏崎 - 田伏車庫 - 玉造駅
田伏営業所のメイン路線。玉造駅へは1996年（平成8年）乗り入れ。朝夕は出入庫系統として田伏車庫 - 玉造駅の区間便も存在した。廃止から3年2ヶ月後の2012年（平成24年）に、関鉄グリーンバス運行の『霞ヶ浦広域バス』で当路線が形を変えて復活した。
- 土浦駅 - 川口町 - 亀城公園前 - 真鍋 - 木田余三ツ又 - 木田余東台 - 西神立 - 工業団地中央 - 神立駅 - 飯岡 - 安食
- 土浦駅 - 真鍋 - 木田余三ツ又 - 木田余東台 - 西神立 - 工業団地中央 - 神立駅 - 道休 - 土浦湖北高
2012年（平成24年）に神立駅 - 土浦湖北高が途中不停車という形で復活した。

## 営業所廃止前に廃止された路線
- 土浦駅 - 川口町 - 亀城公園前 - 真鍋 - 土浦協同病院[注釈 1] - 木田余三ツ又 - 土浦五中前 - おおつ野台 - 深谷 - 坂 - 田伏車庫※2001年（平成13年）2月27日廃止
- 土浦駅 - 川口町 - 亀城公園前 - 真鍋 - 木田余三ツ又 - 手野支所 - 沖宿 - 牛渡 - 霞ヶ浦水族館 - 田伏車庫※2006年（平成18年）9月30日廃止

## 車両
営業所廃止時点で当営業所は自社発注のいすゞ・LR3台と筑波大学の学内バスとして使用されていた日デ・RM1台の4台が在籍していたが、営業所廃止後、全車が土浦営業センターに転出した。